# Prelude (Schiff)
Die Prelude ist eine schwimmende Anlage zur Förderung, Verflüssigung, Lagerung und Umschlag von Erdgas von Shell plc. Es ist das weltweit erste umgesetzte FLNG-Projekt (Floating Liquefied Natural Gas) und die größte schwimmende Offshore-Anlage der Welt und kostete rund 12 Mrd. $. Die Fertigstellung erfolgte am 28. Juni 2017. Sie war ursprünglich für 2015 vorgesehen. 2016 brach während des Baus ein Feuer aus, was zu weiteren Verzögerungen der Fertigstellung der Einheit führte. Die Anlage ging am 25. Dezember 2018 in Betrieb.

## Einzelheiten
Ein FLNG ist vergleichbar mit einer Floating Production Storage and Offloading Unit (FPSO) in der Erdölförderung.
Das Projekt, mit dem Erdgas aus dem 2007 vor Australien gefundenen Browse Basin gefördert wird, wurde zunächst ausschließlich von Shell begonnen, inzwischen wurde daraus ein Konsortium, bestehend aus Shell (67,5 %), INPEX (17,5 %), der Korea Gas Corporation (10 %) und der CPC Corporation (5 %). Das Browse Basin ist ein großes Offshore-Becken an der nordwestlichen Küste von Australien, aus dem auch die Ichtys Venturer (Impex) Gas fördert, das über eine Pipeline an Land gefördert wird. Das Becken ist eine nachgewiesene Kohlenwasserstoffprovinz mit riesigen unerschlossenen Gas-/Kondensatfeldern im äußeren und zentralen Becken und kleineren Ölfunden am östlichen Rand des Beckens.
Das über 12 Milliarden US-Dollar teure Prelude wurde im Juli 2009 bei einem Baukonsortium, bestehend aus Samsung Heavy Industries und dem französischen Anlagenbau-Unternehmen Technip, in Auftrag gegeben. Der Bau begann am 18. Oktober 2012.
Die Doppelhüllenkonstruktion Prelude ist 488 Meter lang und 74 Meter breit. Für die Konstruktion wurden 260.000 Tonnen Stahl verbaut. Bei voll genutzter Lagerkapazität mit verflüssigtem Erdgas (LNG) wird die Anlage rund 600.000 Tonnen verdrängen. Die jährliche Förderkapazität ist auf 3,6 Millionen Tonnen LNG, 1,3 Millionen Tonnen Kondensat und 400.000 Tonnen LPG veranschlagt.
Am 3. Dezember 2013 fand das Aufschwimmen auf der Samsung-Werft in Geoje statt. Am 29. Juni 2017 verließ das Schiff die Bauwerft Richtung Australien.
Die Prelude soll rund 200 Kilometer vom Festland entfernt eingesetzt werden und pro Stunde etwa 50 Millionen Liter (= 50.000 m³ oder etwa 50.000 t) Wasser durch speziell konstruierte Rohre, so genannte Steigrohre zum Kühl- bzw. Verflüssigungsprozess des Erdgases auf −162 °C (−260 °F) benötigen. Die Kühlanlage wurde über den riesigen Lagertanks platziert, die ein Fassungsvermögen von etwa 175 olympischen Schwimmbecken haben. Das verflüssigte Erdgas nimmt nur noch 1/600 des Gas-Volumens ein. Die Anlage wird voraussichtlich 20 bis 25 Jahre auf den Gasfeldern im Meer arbeiten.